# Rifugio Solarie
Il rifugio Solarie è un rifugio situato in provincia di Udine, sul versante sud del monte Colovrat, ad una quota di 956 m s.l.m., nella parte meridionale della catena del Colovrat, nelle immediate vicinanze del passo Solarie, ex valico di confine di seconda categoria, che collega la val Cosizza con l'abitato sloveno di Volzana e quindi con la valle dell'Isonzo.

## Storia
La zona del passo Solarie e tutta la dorsale del Colovrat, durante la prima guerra mondiale, era area di competenza della 2ª Armata dell'Esercito Italiano che vi aveva realizzato un vasto ed articolato sistema difensivo. La zona fu tragicamente interessata dalla battaglia di Caporetto, che portò alla ritirata delle truppe italiane fino alla linea del Piave; la mattina del 24 ottobre 1917 la catena del Colovrat venne investita da  un pesante bombardamento con shrapnel e granate a gas asfissiante che provocò un numero enorme di vittime sia tra i militari che tra la popolazione civile del posto. Al termine del cannoneggiamento, compagnie tedesche, comandate dal tenente Erwin Rommel, con un attacco a sorpresa, riuscirono a conquistarne le cime per proseguire, in rapida avanzata, verso il monte Matajur e la pianura friulana.
Nei pressi del passo Solarie è stato innalzato un cippo a ricordo di Riccardo Giusto, primo caduto italiano nel conflitto.
Nell'area sono ancora visibili trincee, in corso di restauro, gallerie scavate nella roccia, camminamenti e resti di fortificazioni militari in cemento. La zona del monte Poclabuz/Na Gradu Klabuk è diventata un museo transfrontaliero all'aperto grazie al programma di iniziativa comunitaria INTERREG III A Italia/Slovenia denominato Sistema difensivo della 1ª guerra mondiale 1915-1918 2^-3^ linea di sistema e raccordo.

## Caratteristiche e informazioni
Il rifugio è una costruzione a due piani, aperta tutto l'anno, con annesso un campo da tennis ed uno di calcetto. Dispone di 18 posti letto ed un totale di 145 posti a sedere .
Il fabbricato è dotato di:
- acqua calda
- acqua fredda
- docce
- luce elettrica
- WC
- riscaldamento
- servizio ristorante[8].

## Accessi
Il rifugio può essere raggiunto da:
- In auto: da Cividale del Friuli verso le Valli del Natisone; raggiunto Clodig si prosegue verso Peternel, Lombai, Trinco, Prepotnizza e quindi si prende la strada di Solarie;
- In auto: da Cividale del Friuli si raggiunge Castelmonte (Prepotto) e si prosegue verso Tribil Inferiore, Tribil Superiore, Trinco in direzione della strada di Solarie;
- A piedi: da Paciuch a Drenchia prendendo poi il sentiero segnato che porta al bivacco Zanuso, oppure da Ponte Clinaz (Stregna) proseguendo lungo la strada militare che va a Clabuzzaro, percorribile anche in mountain bike[8].

## Ascensioni
- Al monte Colovrat (1.243 m s.l.m.)[9].

## Sentieri
Nelle sue vicinanze transitano i seguenti sentieri:
- Sentiero Italia 745 A.V. Valli del Natisone[10]
- Sentiero Italia 746 A.V. Valli del Natisone [11]
- Sentiero Italia 747 A.V. Valli del Natisone [12]
- sentiero naturalistico Ponte Clinaz-Clabuzzaro [13][14].

## Traversate
Partendo dal rifugio si possono effettuare le seguenti traversate:
- Anello del Colovrat e salita al monte Kuk (a piedi/mountan bike)[15];
- Al rifugio Guglielmo Pelizzo attraverso l'Alta Via delle Valli del Natisone (cinque ore e mezzo circa a piedi)[16];
- Sulla dorsale del Colovrat da Rucchin a Topolò (circa sei ore a piedi, lunghezza 13 chilometri)[17];
- Sul sentiero 746: Topolò-Lase-monte Colovrat-cima del monte Nagnoj-bivacco Zanuso-rifugio Solarie (a piedi in circa quattro ore)[18];
- Sentieri della pace: dalla valle dello Judrio al monte Colovrat (19 chilometri a piedi o a cavallo)[19];
- Sentieri della pace: da Castelmonte al Colovrat (23 chilometri a piedi)[20];
- Tour delle tre valli (in mountain bike per 31 chilometri attraverso le valli del Cosizza, Judrio e Rieka) [21];
- Sui passi di Rommel dal Colovrat al Matajur (18 chilometri a piedi ed in mountain bike); passeggiata transfontaliera con visita al museo all'aperto del Na Gradu [22].

## Eventi annuali
- Ogni anno, alla prima domenica di giugno, a fianco del rifugio, nella zona del monumento, viene realizzata una cerimonia per commemorare la morte del militare Riccardo Giusto.
- La seconda domenica di agosto viene invece effettuata la Festa dello sport (marcia ecologica e torneo di calcetto per bambini)[23].